# Roman Rees
Roman Rees, född 1 mars 1993, är en tysk skidskytt som debuterade i världscupen i december 2016. Hans första pallplats i världscupen kom i singel mixstafett tillsammans Laura Dahlmeier den 12 mars 2017 i Kontiolax, Finland.
Rees deltog i OS 2022.
I världscupen i skidskytte 2023/2024 tog Roman Rees sin första världscupseger, genom vinsten i distanstävlingen den 26 november. 

## Resultat

### Världscupen

#### Individuella pallplatser
Rees har tre individuella pallplatser i världscupen: en segrar och två tredjeplatser. 
| Säsong  | Datum            | Plats          | Disciplin       | Placering |
| ------- | ---------------- | -------------- | --------------- | --------- |
| 2018/19 | 15 februari 2019 | Soldier Hollow | Sprint (10 km)  | 3:a       |
| 2022/23 | 3 december 2022  | Kontiolax      | Sprint (10 km)  | 3:a       |
| 2023/24 | 26 november 2023 | Östersund      | Distans (20 km) | 1:a       |